# اونا هیلی
اونا هیلی (به انگلیسی: Una Healy) (زاده ۱۰ اکتبر ۱۹۸۱) خوانندهٔ ایرلندی است.
او عضو گروه د ستردیز است.